# Torhamns landskommun
Torhamns landskommun var en tidigare kommun i Blekinge län.

## Administrativ historik
Kommunen inrättades som landskommun i Torrums socken i Östra härad i Blekinge när 1862 års kommunalförordningar trädde i kraft. Namnbyte till dagens namn skedde 1897.
Vid den landsomfattande kommunreformen 1952 inkorporerades denna landskommun i Jämjö landskommun.
Området tillhör sedan 1971 Karlskrona kommun.

## Politik

### Mandatfördelning i Torhamns landskommun 1938-1946
| 7 | 7 | 2 | 6 | 3 |

| 24 |

| 10 | 4 | 3 | 5 | 3 |

| 24 |

| 9 | 5 | 9 | 2 |

| 25 |